# Гнильче (Дубенський район)
Гни́льче — село в Україні, у Крупецькій сільській громаді Дубенського району Рівненської області. Населення становить 57 осіб.

## Географія
Селом тече річка Баранська.

## Історія
У 1906 році село Крупецької волості Дубенського повіту Волинської губернії. Відстань від повітового міста 48 верст, від волості 0,5. Дворів 15, мешканців 163.
Околиці Гнильча були ареною боїв під час Першої світової війни у серпні-вересні 1915 року. [Архівовано 8 травня 2021 у Wayback Machine.]
7 (20) листопада 1917 року, відповідно до Третього Універсалу Української Центральної Ради, увійшло до складу Української Народної Республіки.
12 червня 2020 року, відповідно до розпорядження Кабінету Міністрів України № 722-р від «Про визначення адміністративних центрів та затвердження територій територіальних громад Рівненської області», увійшло до складу Крупецької сільської громади Радивилівського району.
19 липня 2020 року, в результаті адміністративно-територіальної реформи та ліквідації Радивилівського району, село увійшло до складу Дубенського району.

## Населення

### Мова
Розподіл населення за рідною мовою за даними перепису 2001 року:
| Мова       | Кількість | Відсоток |
| ---------- | --------- | -------- |
| українська | 57        | 100%     |